# Фолксваген ID.7
„Фолксваген ID.7“ (Volkswagen ID.7) е модел електрически автомобили от висок среден клас (сегмент E) на германската компания „Фолксваген“, произвеждан от 2023 година в Емден, Фошан и Антин.
Базиран на платформата MEB, която споделя с други модели на „Фолксваген“, „Ауди“, „Шкода“, „Купра“ и „Форд“, това е първият модел от висок среден клас в историята на марката „Фолксваген“.